# Bob Avakian
Bob Avakian (Washington, 7 de março de 1943) é o presidente do Partido Comunista Revolucionária, E.U.A., o maior grupo maoísta nos Estados Unidos.

## Biografia
Neto de avôs imigrantes da Arménia, Avakian nasceu em Washington, DC, e cresceu em Berkeley, Califórnia. Ele freqüentou Berkeley High School e à Universidade da Califórnia, Berkeley. Ele se tornou politizado no Movimento da Liberdade de Expressão (Free Speech Movement). Avakian foi primeiro um líder da União Revolucionária (Revolutionary Union). Em 1975, Avakian fundou o Partido Comunista Revolucionária com outros, incluindo C. Clark Kissinger e Carl Dix, e se tornou seu presidente. É principalmente um teórico maoísta, e segundo o parecer de seus seguidores, sua Nova Síntese foi além mesmo do melhor de líderes comunistas precedentes.

## Obras
Ele escreve para o jornal de sua partido, Revolution (Revolução), e tem escrito vários livros:
- Away with All Gods! Unchaining the Mind and Radically Changing the World, 2008.
- Observations on Art, Culture, Science, and Philosophy, 2006.
- Marxism and the Call of the Future: Conversations on Ethics, History, and Politics, 2006, escrito com Bill Martin.
- From Ike to Mao and Beyond: My Journey from Mainstream America to Revolutionary Communist, 2006.
- Preaching from a Pulpit of Bones, 1999.
- Phony Communism is Dead...Long Live Real Communism!, 1992.
- Could We Really Win?, 1991.
- Reflections, Sketches, and Provocations: Essays and Commentary, 1981-1987', 1990.
- Democracy: Can't We Do Better Than That?, 1986.
- Bullets: From the Writings, Speeches, and Interviews of Bob Avakian, 1985.
- A Horrible End, or an End to the Horror?, 1984.
- For a Harvest of Dragons, 1983.
- Mao Tsetung's Immortal Contributions, 1979.
- The Loss in China and the Revolutionary Legacy of Mao Tsetung, 1978.